# 作田つばさ
作田 つばさ（さくた つばさ、1993年4月7日 - ）は、日本のアイドル。千葉県千葉市出身。社会貢献アイドルグループ・WHiTE BEACHのリーダーとして知られる。敬愛大学経済学部卒業。
好きな食べ物は抹茶、和食全般。趣味は音楽鑑賞、散歩、抹茶グルメ巡り、特技は水泳、ソフトテニス。

## 出演

### テレビ番組
- 猫のひたいほどワイド「南房総情報」リポーター（TVK）

### ラジオ番組
- プレシャスレポート[2]（bayfm水・木曜）
- 「Terminal ON TUESDAY」「みなみいろプロジェクト」コーナーリポーター（FM FUJI）